# 판관기
판관기(判官記, 히브리어: ספר שופטים, 그리스어: Κριτές, 영어: Book of Judges) 또는 사사기(士師記)는 원래 히브리어로 쓴 성경이며, 히브리어 성경(타나크, 유대교 성경)과 기독교 구약성경에 나타난다. 그 제목과 내용에 따르면, 판관기는 성경의 판관(현대의 재판관과 혼동되지 않기 위한 표현)과 그들이 고대 이스라엘을 통솔하는 동안의 역사를 기록한 책이다. 판관기는 공동번역성서와 천주교 성경의 표기로 표준새번역, 개역개정판, 한글개역판에서는 사사기로 표기되어 있다.
판관은 오늘날의 재판관처럼 재판하는 일을 했는데, 판관기에서 언급하는 마지막 판관은 삼손이며, 뒤이은 두 이야기가 더 있기는 하지만, 전통적인 관점은 삼손의 업적과 사무엘상 1:1부터 7:2에 나오는 대제사장이자 판관인 엘리의 바로 앞 시기와 완전히 일치한다.

## 내용

### 서두부
판관기는 이스라엘이 약속된 땅에 들어가는 것으로 시작한다. 그러나 가나안족속을 몰아내지 않고 통혼하며, 심지어 야훼 대신 이방신들을 섬기기 시작한다. 판관기 1장 1절에서 2장 5절까지는 이처럼 이스라엘 민족의 실패를 다룬다.
판관기는 여호수아기 바로 뒤에 배치되어, 여호수아의 죽음으로 시작된다. 이는 여호수아의 죽음이 이스라엘 민족의 역사에서 하나의 시대를 구분하는 지표로 사용되었다는 것에 대한 반증으로 해석된다.
이후 3장 6절까지 판관 시기의 이스라엘 민족의 역사에 반복되는 양상을 간추려 설명하는데, 이는 다음과 같다.
1. 이스라엘 민족이 야훼 앞에서 악행을 저지른다.
2. 이스라엘 민족이 적의 손에 넘어가고, 회개하며 야훼에게 부르짖는다.
3. 야훼가 지도자를 세운다.
4. 야훼의 영이 지도자와 함께 한다.
5. 지도자가 적을 패퇴시킨다.
6. 평화가 찾아온다.
7. 이스라엘 민족이 잠시동안 순종하다가, 곧 다시 악행을 저지른다.

### 본문

이스라엘 민족의 지도

이 책에 등장하는 판관들은 대판관(major)과 소판관(minor)로 분류된다. 여섯 명의 대판관은 이스라엘 민족을 타 민족의 억압으로부터 해방시킨다. 판관들이 성경에 등장하는 순서는 오드니엘, 에훗, 드보라, 기드온, 입다, 삼손인데, 이것이 연대순이 아니라는 주장도 있다.
이에 비해 소판관은 그 내용이 대판관만큼 구체적으로 서술되어있지 않은 판관들을 말하는데, 그 등장 순서는 삼갈, 돌라, 야이르, 입산, 엘론, 압돈이다. 일부 학자들은 대판관이 이스라엘의 실질적 지도자였으며, 소판관들은 재판만을 담당하는 사람이었을 것이라고 주장한다. 반면 실제로 판관기에서 판결을 내린 기록이 있는 판관은 4장 4절에서 드보라가 유일하다.

### 요약
| 판관   | 구절       | 지파                 | 압제자                     | 압제기간 | 재임기간 |
| ------ | ---------- | -------------------- | -------------------------- | -------- | -------- |
| 옷니엘 | 3:7~11     | 유다 지파            | 메소포타미아 구산 리사다임 | 8년      | 40년     |
| 에훗   | 3:12~30    | 베냐민 지파          | 모압 에글론, 암몬, 아멜렉  | 18년     | 80년     |
| 삼갈   | 3:31       |                      | 불레셋                     |          |          |
| 드보라 | 4:1~5:31   | 베냐민 지파          | 가나안 야빈                | 20년     | 40년     |
| 기드온 | 6:1~8:28   | 베냐민 지파          | 미디안, 아말렉             | 7년      | 40년     |
| 돌라   | 10:1~2     | 잇사갈 지파          |                            | 23년     | 23년     |
| 야일   | 10:3~5     | 지파 (길르앗)        |                            | 22년     | 22년     |
| 입다   | 10:6~12:7  | 므낫세 지파 (길르앗) | 암몬, 불레셋               | 18년     | 6년      |
| 입산   | 12:8~10    | 유다 지파            |                            | 7년      | 7년      |
| 엘론   | 12:11~12   | 스불론 지파          |                            | 10년     | 10년     |
| 압돈   | 12:13~15   |                      |                            | 8년      | 8년      |
| 삼손   | 13:1~16:31 | 단 지파              | 불레셋                     | 40년     | 20년     |

- 1장 여호수아가 죽은 뒤 이스라엘 자손들은 유다 지파와 시메온 지파를 앞세워 가나안 정복에 나서 가나안족과 프리스족을 쳐부수었고 도망치던 베젝의 왕 아도니 베젝을 쫓아 처형했다. 이후 여러 지파들이 가나안 정복에 나서 많은 이민족들을 무찔렀다.

- 2장 그러나 이스라엘 자손들은 하느님을 열심히 섬기지 않아 천사가 내려와 이스라엘 민족들에게 재앙을 선포하였고 이에 따른 징벌에 내렸다. 그러자 가나안 지역에 남아있던 블레셋 족의 다섯 제후와 온 가나안족, 시돈족, 바알 헤르몬 산에서 하맛 어귀에 이르는 레바논 산 지역에 사는 히위족, 히타이트족, 아모리족, 프리스족, 여부스족들이 다시 활치를 되찾아 이스라엘을 침공하기 시작했다.

- 3:7~11. 오드니엘: 출애굽기에 나오는 이스라엘 민족의 영웅 갈렙[주해 1]의 아우, 그나스의 아들. 첫 번째 사사. 메소포타미아왕 구산 리사다임을 이김. 40년 동안 평화로움.

- 3:12~30. 에훗: 베냐민의 후손 게라의 아들 왼손잡이 에훗. 이스라엘과 영토문제로 대립한 모압 왕 에글론을 혼자서 죽임. 80년 동안 평화로움.

- 3:31 삼갈: 소 모는 막대기로 불레셋인 육백 명을 죽임.

- 4장 드보라: 랍비돗의 아내이자, 여성 예언자로 아비노암의 아들 바락과 함께 가나안 왕 야빈과 그 군대 장관인 시스라를 물리치는 업적을 남겼다.

- 5장 드보라와 바락의 노래.

- 6-8장 기드온:기드온은 이스라엘이 미디안의 수탈을 당할 때에 살았다.
  - 당시 이스라엘 백성들은 아모리인들의 신을 숭배하다가 그에 대한 징벌로 먹고 살 것을 하나도 남겨두지 않는 미디안족의 수탈을 7년이나 당했는데, 야훼는 천사를 보내어 기드온에게 "하느님께서 판관으로 부르셨다"고 선언하게 하셨다. 하느님의 부름을 받은 기드온은 바알의 제단과 아세라 목상을 제거하였다.
  - 그리고 하느님의 지시에 따라 불과 삼백 명의 군인으로 미디안군을 쳐부수었다. 이때 사용한 전술은 적진을 둘러싸고 있다가 나팔을 불며 '하느님 만세! 기드온 만세!' 하고 외쳐 적을 혼란에 빠뜨리는 것이었다.

- 9장 아비멜렉 하지만 기드온 죽은후 그의 아들 아비멜렉이 70명의 형제들을 학살하는 동족상잔이 벌어지는데, 막내아들 요담이 살아남았다. 아비멜렉은 임금이 되었고 이후 혼란이 계속되어 스켐인들이 반란을 일으켰다가 실패했고 아비멜렉은 반란을 진압하던 도중 머리에 어떤 여자가 던진 맷돌을 맞고 전사했다.

- 10장 돌라:23년간 판관으로 일하였다.판관기에는 그의 행적에 대해 자세히 언급되어 있지 않다.
  - 야이르: 길앗 출신으로 여러 성읍들에서 살았다. 판관기에서는 짧게만 언급된다.

- 11-12장 입다: 판관기에서 입다는 굉장한 장사로 언급되고 있으며,그는 창녀와[주해 2] 길르앗이라는 사람사이에서 태어난 아들이었다. 하지만 길르앗의 적자들이 입다에게 "너는 바깥 여자에게서 난 놈이야. 그러니 우리 아버지의 상속을 받을 수 없어."라고 욕하면서 그를 쫓아내었기 때문에, 돕이라는 성읍에서 건달패들을 규합,비적떼의 두목노릇을 하였다.암몬 백성이 이스라엘을 공격해 오자, 길르앗 원로들은 돕 지방에 가서 "암몬 백성을 물리쳐만 준다면, 우리 길르앗 사람들은 그대를 수령으로 모시겠소.야훼께서 듣고 계시니 약속을 지킬 것이오"라고 설득하였다. 자신을 수령으로 모신다는 말에 매력을 느낀 입다는 암몬 사람들과 전쟁을 하기로 한다. 입다는 전쟁에 앞서 야훼께 다음과 같이 서원한다.
  - "만일 하느님께서 저 암몬 군을 제 손에 부쳐주신다면, 암몬 군을 쳐부수고 돌아올 때 제 집 문에서 저를 맞으러 처음 나오는 사람을 하느님께 번제로 바쳐 올리겠습니다."
  - 입다는 스무 성읍을 쳐부수는 큰 전공을 세우지만, 공교롭게도 그가 전쟁에서 돌아왔을 때 환영한 사람은 그의 하나뿐인 딸이었다. 그는 "내가 입을 열어 야훼께 한 말이 있는데, 천하 없어도 그 말은 돌이킬 수 없는데 이를 어쩐단 말이냐!"라면서 하느님께 서원한 것을 후회했지만, 서원한대로 행해야 했다.이때부터 이스라엘 여성들은 처녀로 죽은 입다의 딸을 생각하면서 나흘 동안을 애곡하는 풍습을 갖게 되었다. 요셉의 아들인 에브라임의 후손 그러니까 에브라함 사람들이 입다에게 "네가 암몬 사람들과 싸우러 건너갈 때에 우리도 불러 함께 출전하게 하지 않았으니, 어찌 그럴 수가 있느냐? 우리가 네 일족을 불에 태워 죽이리라." 라고 시비를 걸어서 전쟁이 벌어지자,길르앗의 군대를 이끌고 에브라임의 군대를 격파하였다.이때 길르앗 군대는 에브라임 지역의 요르단 강 나루에서 도망치는 에브라임 사람들을 기다리고 있다가 4만 2천명을 살해하였다. 이때 판단기준은 "쉽볼렛"(시내)이라고 말해 보라고 하는 것이었다. 에브라임 사람들은 쓰를 스로 발음하여, 쉽볼렛을 "십볼렛"(무거운 짐)으로 발음했기 때문이었다. 길르앗 사람 입다는 육 년 동안 이스라엘의 판관으로 있다가 죽어 길르앗에 있는 자기의 성읍 미스바에 묻혔으며, 입산(7년간 근무),엘론(10년간 근무),압돈(8년 근무)이 그 뒤를 이었다.

- 13-16장 판관 삼손:그는 이십 년 동안 이스라엘의 판관으로 있었다.

## 역대 사사들
- 1대: 오드니엘 (40년)
- 2대: 에훗 (80년)
- 3대: 삼갈
- 4대  드보라 (40년)
- 5대: 기드온 (40년)
- 6대: 돌라 (23년)
- 7대: 야이르 (22년)
- 8대: 입다 (6년)
- 9대: 입산 (7년)
- 10대: 엘론 (10년)
- 11대: 압돈 (8년)
- 12대: 삼손 (20년)

아래 두 명은 사무엘기의 등장인물이다.
- 13대: 엘리 (40년)
- 14대: 사무엘

## 사사기에 등장하는 주요 전쟁
- 가나안 정복 전쟁
- 가나안 전쟁
- 미디안 전쟁
- 스켐인들의 난
- 암몬 전쟁
- 베냐민 전쟁

## 주해
1. ↑  출애굽기에 따르면 갈렙은 가나안 정탐꾼(간첩)으로 활동하였다. 당시 정탐꾼은 10명이었는데, 갈렙과 여호수아를 제외한 사람들은 모두 가나안은 정복될 수 없다고 악평했지만, 갈렙과 여호수아는 그렇지 않다고 하였다.결국 이스라엘 민족은 여호와에 대한 불신으로 가나안 땅에 들어가지 못하고, 2세대에 가나안 정복전쟁을 벌이는데, 이때 갈렙은 80세의 노인이었음에도 정복전쟁에 참전하였다.
2. ↑  개역한글판에서는 기생으로 완곡히 번역되어 있으나, 공동번역,표준새번역,쉬운성경,우리말 성경에서는 모두 창녀로 번역하고 있다. 영어성경에서도 a prostitute(NIV)로 번역되어 있다.

## 같이 보기
- 성경 정경
- 타나크